# طلائع الجيش
نادي طلائع الجيش الرياضي هو أحد أندية كرة القدم المصرية ومقره مدينة القاهرة. تأسس النادي تحت اسم «نادي الجيش المصري» في عام 1995 ثم عدل بالاسم الحالي «طلائع الجيش» خلال موسم 2004/2005.
كان من الأهداف الرئيسية التي من أجلها تم إنشاء هذا النادي الرياضي هو الاعتماد على أعضاء من الرياضيين العسكريين في المقام الأول وليكون نواة للمنتخبات الرياضية العسكرية.

## الإنجازات
البطولات المحلية / القارية التي حصل عليها النادي في لعبة كرة القدم:
- حقق كأس السوبر المصري 2020-2021[2]
- حقق الفريق الأول لكرة القدم بالنادي الصعود خلال 9 سنوات من القسم الرابع إلى القسم الأول دوري عام.
- حصل على المركز الأول في مجموع القسم الثالث عدد 2 موسم 1999/ 2000, 2000/2001.
- حقق الفريق المركز الأول في مجموعته مواسم 2002/2003، 2003/2004 الموسم الأخير صعد فيه للدوري العام القسم الأول ليكون ضمن دوري الأضواء في أول اشتراك له موسم 2004/2005 وحصل فيه علي المركز العاشر.
- حصل الفريق على المركز السادس وهو مركز متقدم لثاني مره في الاشتراك موسم 2005/2006

### الدوري المصري
| م  | الفريق             | لعب | ف | ت  | خ  | أ.له | أ.ع | أ.ف | نقاط |
| -- | ------------------ | --- | - | -- | -- | ---- | --- | --- | ---- |
| 13 | سيراميكا كليوباترا | 34  | 7 | 16 | 11 | 31   | 32  | −1  | 37   |
| 14 | طلائع الجيش        | 34  | 8 | 12 | 14 | 33   | 45  | −12 | 36   |
| 15 | الداخلية           | 34  | 7 | 14 | 13 | 32   | 43  | −11 | 35   |

## قائمة اللاعبين
أخر تحديث 24 أكتوبر 2022

ملاحظة: تشير الأعلام إلى المنتخب الوطني على النحو المحدد في قواعد الأهلية للفيفا. قد يحمل اللاعبون أكثر من جنسية واحدة غير تابعة للفيفا.
| الرقم | البلد | المركز | اللاعب               |
| ----- | ----- | ------ | -------------------- |
| 1     | مصر   | حارس   | عمر رضوان            |
| 3     | مصر   | مدافع  | أحمد أيمن منصور      |
| 4     | مصر   | مدافع  | محمد فتح الله        |
| 6     | مصر   | مدافع  | خالد سطوحي           |
| 8     | مصر   | وسط    | أحمد عبد الرحمن زولا |
| 9     | مصر   | مهاجم  | خالد قمر             |
| 10    | مصر   | وسط    | أشرف مجدي            |
| 11    | مصر   | مهاجم  | كريم طارق            |
| 12    | مصر   | وسط    | إسلام محارب          |
| 14    | مصر   | مدافع  | محمود وحيد           |
| 15    | مصر   | وسط    | حسن مجدي             |
| 16    | مصر   | حارس   | عماد السيد           |
| 17    | مصر   | مهاجم  | علي الزاهدي          |
| 19    | مصر   | وسط    | أحمد سمير            |
| 20    | مصر   | وسط    | علي حمدي             |
| 21    | مصر   | مدافع  | أحمد متعب            |

| الرقم | البلد   | المركز | اللاعب                |
| ----- | ------- | ------ | --------------------- |
| 22    | مصر     | وسط    | مصطفى الخواجة         |
| 23    | مصر     | وسط    | عبد الرحمن شيكا       |
| 24    | مصر     | وسط    | محمد شريف             |
| 25    | مصر     | مدافع  | محمد دياب             |
| 26    | مصر     | وسط    | العربي بدر            |
| 29    | نيجيريا | مهاجم  | أكينادي موسيس إيبوكون |
| 31    | مصر     | وسط    | محمد سمير             |
| 34    | مصر     | مدافع  | محمود عاطف            |
| 36    | مصر     | مهاجم  | مروان عثمان           |
| 37    | مصر     | وسط    | محمد شحاته            |
| 99    | مصر     | حارس   | أحمد سالم             |
|       | نيجيريا | وسط    | لوكمان بونيو          |
|       | مصر     | مهاجم  | جلال الشرقاوي         |
|       | مصر     | وسط    | كريم حلاوة            |
|       | مصر     | مهاجم  | يحيي حامد             |

ملاحظة: تشير الأعلام إلى المنتخب الوطني على النحو المحدد في قواعد الأهلية للفيفا. قد يحمل اللاعبون أكثر من جنسية واحدة غير تابعة للفيفا.
| الرقم | البلد | المركز | اللاعب    |
| ----- | ----- | ------ | --------- |
| 33    | مصر   | وسط    | خالد عوض  |
| 35    | مصر   | مهاجم  | فارس حاتم |